# 納馬塔奈
納馬塔奈是巴布亞新畿內亞的城鎮，位於新愛爾蘭島，距離首府卡維恩264公里，由新愛爾蘭省負責管轄，該鎮有機場設施，2005年人口1,300。第二次世界大戰期間，日本軍隊在1943年1月28日輕易佔領該鎮。